# Porton Down
Porton Down är en kulle i Storbritannien.   Den ligger i grevskapet Wiltshire och riksdelen England, i den södra delen av landet, 120 km väster om huvudstaden London. Toppen på Porton Down är 124 meter över havet.
Terrängen runt Porton Down är huvudsakligen platt. Runt Porton Down är det ganska tätbefolkat, med 129 invånare per kvadratkilometer. Närmaste större samhälle är Salisbury, 8,5 km sydväst om Porton Down. Trakten runt Porton Down består till största delen av jordbruksmark.